# Aulnay, Charente-Maritime
Aulnay, tudi Aulnay-de-Saintonge, je naselje in občina v zahodnem francoskem departmaju Charente-Maritime regije Poitou-Charentes. Leta 2006 je naselje imelo 1.467 prebivalce.

## Geografija
Kraj leži v pokrajini Saintonge ob reki Brédoire in njenem pritoku Palud, 41 km severovzhodno od njenega središča Saintes.

## Uprava
Aulnay je sedež istoimenskega kantona, v katerega so poleg njegove vključene še občine Blanzay-sur-Boutonne, Cherbonnières, Chives, Contré, Dampierre-sur-Boutonne, Les Éduts, Fontaine-Chalendray, Le Gicq, Loiré-sur-Nie, Néré, Nuaillé-sur-Boutonne, Paillé, Romazières, Saint-Georges-de-Longuepierre, Saint-Mandé-sur-Brédoire, Saint-Martin-de-Juillers, Saint-Pierre-de-Juillers, Saleignes, Seigné, La Villedieu, Villemorin, Villiers-Couture in Vinax s 6.590 prebivalci.
Kanton Aulnay, po površini največji v departmaju, je sestavni del okrožja Saint-Jean-d'Angély.

## Zgodovina
Sedanja občina je nastala leta 1973 z združitvijo občin Aulnay in Salles-lès-Aulnay. 

## Zanimivosti
- romanska cerkev Saint-Pierre de la Tour zgrajena na mestu nekdanjega galo-rimskega poganskega templa sredi 12. stoletja, vmesna postaja na romarski poti v Santiago de Compostelo (Via Turonensis), kot del te poti je od leta 1998 vpisana  na UNESCOv seznam svetovne kulturne dediščine, francoski zgodovinski spomenik (od 1840),
- Notredamska cerkev iz 12. do 15. stoletja,
- ohranjen stolp - donjon nekdanjega gradu Château d'Aulnay iz 12. stoletja.